# Аджиус, Андрей
Андрей Аджиус (мальт. Andrei Agius; 12 августа 1986, Пьета, Мальта) — мальтийский футболист, защитник клуба «Хибернианс» и сборной Мальты.

## Биография

### Клубная карьера
Воспитанник мальтийского футбола. В 2003 году сыграл два матч в чемпионате Мальты за клуб «Слима Уондерерс», после чего перешёл в сербский клуб «Земун» и провёл сезон в молодёжной команде клуба. Сезон 2004/05 провёл в итальянском любительском клубе «Атлетико Катания» из седьмой итальянской лиги. В 2005 году подписал контракт с клубом «Мессина», за который отыграл сезон в молодёжном чемпионате Италии. На профессиональном уровне дебютировал в сезоне 2006/07, выступая на правах аренды за клуб Серии С, где провёл 15 матчей и забил 1 гол. После окончания аренды покинул «Мессину» и следующие несколько лет выступал за клубы четвёртой по значимости лиги «Игеа Виртус Барчеллона», «Кассино» и «Мельфи». Во второй части сезона 2010/11 играл в аренде за мальтийскую «Биркиркару», но затем вернулся в Италию, где подписал контракт с клубом третьей лиги «Латина». Сезон 2013/14 отыграл в клубах четвёртой лиги «Торрес» и «Априлия». Летом 2014 года Аджиус подписал контракт с мальтийским клубом «Хибернианс». В первый же сезон в новом клубе он стал чемпионом Мальты, а затем повторил достижение в сезоне 2016/17.

### Карьера в сборной
Впервые был вызван в сборную Мальты ещё в 2006 году, будучи игроком молодёжного состава итальянской «Мессины». Дебютировал за сборную 25 февраля 2006 года в рамках мальтийского международного турнира, отыграв весь матч против сборную Молдавии. С 2009 года стал твёрдым игроком основы. 
В 2018 году принял участие в 5 из 6 матчей Мальты в Лиги наций УЕФА и стал автором двух забитых голов, однако сборная заняла последнее место в своей группе, набрав 3 очка.
7 июня 2019 года в матче отборочного турнира чемпионата Европы 2020 против Швеции впервые вышел на поле в качестве капитана сборной.

## Достижения
«Хибернианс»
- Чемпион Мальты (2): 2014/15, 2016/17
- Обладатель Суперкубка Мальты: 2015